# Henry Bucknall
Henry Creswell Bucknall (Lisboa, Portugal, 4 de juliol de 1885 – Dumfries, Dumfries and Galloway, 1 de gener de 1962) va ser un remer anglès que va competir a cavall del segle xix i el segle xx.
Nascut a Lisboa, estudià a Eton i al Merton College de la Universitat d'Oxford. El 1905 formà part de l'equip de rem d'Oxford que guanyà la regata Oxford-Cambridge. El 1906 perdé la cursa i el 1907 fou el president de l'Oxford University Boat Club i tornà a guanyar aquesta regata. El 1908 disputà els Jocs Olímpics de Londres, on guanyà la medalla d'or en la prova del vuit amb timoner del programa de rem.